# Клиберн (округ, Арканзас)
Кли́берн (англ. Cleburne County) — округ, расположенный в штате Арканзас, США с населением в 24 046 человек по статистическим данным переписи 2000 года. Столица округа находится в самом густонаселённом городе Хибер-Спрингс, при этом самым большим городом по площади является Грирс-Ферри.
Округ Клиберн был образован 20 февраля 1883 года, став последним из 75 созданных округов штата, и получил своё название в честь генерала Конфедеративных Штатов Америки Патрика Клиберна.
В округе Клиберн действует запрет на оборот алкогольной продукции, поэтому округ входит в список так называемых «сухих» округов страны.

## География
По данным Бюро переписи населения США округ Клиберн имеет общую площадь в 1533 квадратных километра, из которых 1432 кв. километра занимает земля и 101 кв. километр — вода. Значительная часть площади водных ресурсов округа, которая составляет 6,57 % от всей его площади, приходится на расположенное в западной части округа Клиберн озеро Грирс-Ферри.

### Соседние округа
- Стон — север
- Индепенденс — северо-восток
- Уайт — юго-восток
- Фолкнер — юго-запад
- Ван-Бьюрен — запад

## Демография

Диаграмма распределения населения округа по возрастным категориям. Данные переписи населения 2000 года.

По данным переписи населения 2000 года в округе Клиберн проживало 24 046 человек, 7 408 семей, насчитывалось 10 190 домашних хозяйств и 13 732 жилых дома. Средняя плотность населения составляла 17 человек на один квадратный километр. Расовый состав округа по данным переписи распределился следующим образом: 98,20 % белых, 0,12 % чёрных или афроамериканцев, 0,47 % коренных американцев, 0,15 % азиатов, 0,02 % выходцев с тихоокеанских островов, 0,89 % смешанных рас, 0,15 % — других народностей. Испано- и латиноамериканцы составили 1,17 % от всех жителей округа.
Из 10 190 домашних хозяйств в 26,30 % — воспитывали детей в возрасте до 18 лет, 61,70 % представляли собой совместно проживающие супружеские пары, в 7,90 % семей женщины проживали без мужей, 27,30 % не имели семей. 24,40 % от общего числа семей на момент переписи жили самостоятельно, при этом 12,30 % составили одинокие пожилые люди в возрасте 65 лет и старше. Средний размер домашнего хозяйства составил 2,33 человека, а средний размер семьи — 2,74 человека.
Население округа по возрастному диапазону по данным переписи 2000 года распределилось следующим образом: 21,30 % — жители младше 18 лет, 6,60 % — между 18 и 24 годами, 24,10 % — от 25 до 44 лет, 26,90 % — от 45 до 64 лет и 21,10 % — в возрасте 65 лет и старше. Средний возраст жителей округа составил 44 года. На каждые 100 женщин в округе приходилось 93,90 мужчины, при этом на каждых сто женщин 18 лет и старше приходилось 92,50 мужчины также старше 18 лет.
Средний доход на одно домашнее хозяйство в округе составил 31 531 доллар США, а средний доход на одну семью в округе — 37 273 доллара. При этом мужчины имели средний доход в 28 844 доллара США в год против 19 672 долларов США среднегодового дохода у женщин. Доход на душу населения в округе составил 17 250 долларов США в год. 9,00 % от всего числа семей в округе и 13,10 % от всей численности населения находилось на момент переписи населения за чертой бедности, при этом 17,10 % из них были моложе 18 лет и 11,90 % — в возрасте 65 лет и старше.

## Главные автодороги
| - AR 5 - AR 16 - AR 25 - AR 25 платная - AR объездная - AR 87 - AR 92 - AR 107 - AR 110 | - AR 124 - AR 210 - AR 225 - AR 263 - AR 336 - AR 337 - AR 356 - AR 980 |

## Города
- Грирс-Ферри
- Драско
- Куитмен
- Конкорд
- Фэрфилд-Бей
- Хигден
- Хибер-Спрингс